# بسلة هلباء
بسلة هلباء (الاسم العلمي:Pisum hirsutum) هي نوع من النباتات تتبع جنس البسلة من الفصيلة البقولية.